# 1957 في السعودية
تحتوي هذه المقالة على أهم الأحداث التي شهدتها السعودية في 1957، إضافة إلى أهم الشخصيات السعودية التي وُلدت أو تُوفيت في هذه السنة.

## السياسة

### الحكم
الملك: سعود بن عبد العزيز آل سعود

### تعيينات
- تعيين مساعد بن عبد الرحمن بن فيصل آل سعود رئيسًا لديوان المراقبة العامة بموجب المرسوم الملكي رقم 2270/3/20/5 في تاريخ 11 ذو القعدة 1376 هـ الموافق 4 يونيو 1957. ترأس الديوان لمدة (4) سنوات، وكان يحضر اجتماعات مجلس الوزراء.
- تعيين  سليمان بن محمد النانيه  مدير لحرس الحدود السعودي.

#### نوفمبر
- 3: سعيد بن عبد الله كردي، رئيساً للاستخبارات العامة.

### إعفاءات

شعار نادي الحزم نادي كرة قدم سعودي تأسس عام 1957 م

#### يناير
- 1: سعيد بن عبد الله كردي، رئيس الأركان العامة.

## أحداث
- تأسيس جامعة الملك سعود.
- اكتشاف حقل منيفة هو حقل نفط مغمور، وخامس أكبر حقول النفط في العالم. وأحد أقدم الحقول البحرية النفطية.[1][2]
- تأسيس شركة الاسمنت العربية وهي شركة مساهمة سعودية، مقرها الرئيسي مدينة جدة، وفي عام 1426 هـ الموافق 2005 وافقت الجمعية العامة غير العادية للشركة على تعديل اسم الشركة من شركة الاسمنت العربية المحدودة إلى شركة أسمنت العربية.[3]
- تأسيس بنك الرياض، وهو أحد أكبر المؤسسات المالية في المملكة العربية السعودية والشرق الأوسط، ويبلغ رأس المال 30 مليار ريال سعودي.[4]
- إقامة العلاقات بين المملكة العربية السعودية و تايلاند وانتقل مئات الآلاف من التايلانديين إلى المملكة العربية السعودية من أجل العمل.
- تأسيس مصرف الراجحي.[5]
- تأسيس نادي الحزم هو نادٍ سعودي محترف لكرة القدم مقره في الرس، وينافس في دوري المحترفين السعودي الدرجة الأولى لكرة القدم السعودية.
- إقامة أول مباراة دولية لمنتخب المملكة العربية السعودية وفاز فيها على سوريا 3 - 1
- تأسيس نادي الهلال السعودي لكرة القدم وهو نادٍ رياضيّ، ثقافيّ، اجتماعيّ سعودي أُسس مقرّه في العاصمة السعودية الرياض ويعتبر الفريق الأول في السعودية من حيث عدد البطولات المحلية، وأكثر الأندية الآسيوية فوزاً بالبطولات القارية بمختلف مسمياتها، إذ تبلغ عدد بطولاته الرسمية على المستوى المحلي والإقليمي والقاري 66 بطولة،
- فوز نادي الأهلي بكأس ولي العهد.
- تأسيس كأس خادم الحرمين الشريفين وهي البطولة الثانية من حيث الأهمية في كرة القدم السعودية بعد الدوري السعودي الممتاز، غالباً ما تعرف هذه المسابقة بـ (كأس الملك) وقد بدأت عام 1957 واستمرت إلى عام 1990 ثم توقفت بسبب تغير اسم الدوري الممتاز إلى دوري كأس خادم الحرمين الشريفين (الملك) لأندية الدرجة الممتازة وعادت للظهور مجددًا موسم 2008.
- بدأ الإنتاج من حقل السفانية في منتصف أبريل 1957. وقد شكل الزيت في ذلك العام 22 في المائة من الاستهلاك الإجمالي للطاقة في أوروبا الغربية، أي ما يصل إلى أكثر من 2.5 مليون برميل في اليوم. [6]

### يناير
- 1: تأسيس نادي الأولمبي الرياضي.
- 18: إقامة المباراة الأولى للمنتخب السعودي لكرة القدم ضد المنتخب اللبناني، والتي انتهت بنتيجة 1–1[7]، وكانت المباراة في دورة الألعاب العربية عام 1957م[8]

### أبريل
- 17: بدأ الإنتاج من حقل السفانية بمعدل 50 ألف برميل يومياً.[9]

### مايو
- 5: شحن أول دفعة من النفط الخام المُنتج من حقل سفانية البحري يوم الأحد على متن الناقلة اليابانية "إم إس نيشو مارو" خلال احتفالات حضرها شخصيات سعودية بارزة ومدراء تنفيذيون للشركة على الرصيف الشمالي في رأس تنورة. انطلقت الناقلة "نيشو مارو"، التي ترفع علم شركة إيديميتسو كوسان المحدودة في يوكوهاما، متجهةً إلى اليابان في تمام الساعة الواحدة صباحًا من يوم الاثنين الموافق 6 مايو، مُحمّلة بـ 126 ألف برميل. كانت هذه الرحلة الثالثة لها إلى رأس تنورة، حيث كانت الرحلتان السابقتان لشحن وقود السفن.[9]

### أغسطس
- 1: صدر أمر وزير الدفاع، لاتخاذ الإجراءات الكفيلة لإنشاء مدرسة بحرية في المنطقة العسكرية في مدينة الدمام، وكانت أول دورة للمدرسة، في الأول من رجب 1377هـ، وتمت إدارتها بالتعاون مع ضباط وأفراد من الجيش العربي السعودي، ومشاركة فنية من قبل البعثة الأمريكية في ذلك الوقت. وكان الملتحقون بالدورة من حملة الثانوية العامة والكفاءة. وكذلك من حملة الشهادة الابتدائية من الأفراد المتطوعين بهذه الدورة، من مختلف وحدات الجيش، كنواة لسلاح البحرية. وتخرجت أول دفعة في الأول من رجب 1380هـ، وبهذه المجموعة بدأت مسيرة البناء والتطور، للقوات البحرية الملكية السعودية. وفي مطلع عام 1381هـ، تحولت المدرسة، إلى مركز تدريب لاستقبال وتدريب الملتحقين بالقوات البحرية حديثاً. وقد أَعطى هذا التحول دفعة كبيرة في مجال تدريب الفرد الأساسي، وبعض التدريبات المتخصصة للعلوم البحرية. وفي عام 1393هـ تحول مسمى «مركز التدريب» إلى «مدرسة سلاح البحرية». [10][11]

### سبتمبر
16: تأسيس قناة الظهران هي قناة تلفزيونية تابعة لشركة ارامكو و هي تعتبر أول قناة تلفزيونية في تاريخ الخليج العربي والسعودية و كانت تبث باللغتين الإنجليزية والعربية 

### نوفمبر
- 6: افتتاح جامعة الملك سعود في العاصمة الرياض.

## مواليد
- غالب بن سعود بن عبد العزيز آل سعود، الابن الثالث والأربعون من أبناء الملك سعود.
- فهد الحجيلان، فنان تشكيلي.
- محمد بن علي فراج العقلا هو مدير الجامعة الإسلامية بالمدينة المنورة سابقا. ولد في مكة المكرمة.
- عوض بن محمد القرني داعية إسلامي سعودي ولد بمحافظة بالقرن ب منطقة عسير، وحصل على الدكتوراه في الشريعة الإسلامية تخصص الفقه وأصول الفقه وعمل أستاذا بـجامعة الإمام محمد بن سعود الإسلامية فرع أبها (سابقاً) جامعة الملك خالد (حالياً).
- سليمان بن عبد الله الجمهور[13] صحافي وكاتب سعودي من مواليد مدينة الرياض.
- عبد الرحمن الفريح، مؤرخ ومؤلف وأكايديمي سعودي، عضو بمجلس الشورى السعودي، وله العديد من المؤلفات المنشورة، حصل على درجة دكتوراه في التاريخ والحضارة، حصل على دورة في الإدارة بجامعة البحر الابيض المتوسط بمالطا، ويعمل حالياً عضو في هيئة التدريس بجامعة الإمام محمد بن سعود الإسلامية بالرياض.[14][15]

### يناير
- 1:
  - مشعل بن ماجد بن عبد العزيز آل سعود، محافظ جدة ومستشار الملك سلمان.[16]
  - ناصر الطيار، رجل أعمال.
- 19: عبد الله بن عبد الرحمن المقبل وزير النقل السعودي سابقا. صدر أمر ملكي بتعيينه في 8 ديسمبر 2014.[17] كان يشغل منصب أمين منطقة الرياض وأمين الهيئة العليا لتطوير مدينة الرياض. تخرج من جامعة الملك فهد للبترول والمعادن بمرتبة شرف (تخصص مهندس مدني)، في عام 2011 ترأس مجلس إدارة الاتحاد الدولي للطرق (ومقره واشنطن)[18]
- 31: إسماعيل البشري، أستاذ في التاريخ الحديث والمعاصر للمملكة العربية السعودية ومدير جامعة الجوف سابقًا.

### فبراير
- 1:
  - محمد جمال خليفة، رائد أعمال.
  - هزاع الغامدي، الملحق الثقافي بسفارة المملكة العربية السعودية في باكستان.[19]
- 27: إبراهيم الحربي، ممثل ومنتج سعودي.

### مارس
- خالد عبد الله الملحم، رجل أعمال ورئيس تنفيذي.

- 10: أسامة بن لادن، الزعيم السابق لتنظيم القاعدة.
- 17: علي فقندش، كاتب ومؤرخ وناقد فني.

### يوليو
- 30: أحمد العبيد، ممثل.[20]

## وفيات

### يناير
- 24: عبد الرحمن بن ناصر السعدي (مواليد 1889) علّأمة ومفسّر مسلم سني.